# Friesenheim
Friesenheim je občina v departmaju Bas-Rhin francoske regije Alzacija.
Leta 2010 je v občini živelo 637 oseb oz. 53 oseb/km².